# 금산 신안사 아미타삼존불좌상
금산 신안사 아미타삼존불좌상(錦山 身安寺 阿彌陀三尊佛坐像)은 대한민국 충청남도 금산군 제원면 신안리에 있는 조선 초기의 삼존불상이다. 2007년 10월 30일 충청남도의 유형문화재 제187호로 지정되었다.

## 참고 자료
- 금산 신안사 아미타삼존불좌상 - 국가유산청 국가유산포털